# Reinildo Mandava
Reinildo Isnard Mandava (Beira, 21 januari 1994) is een Mozambikaans voetballer die doorgaans speelt als linksback. In januari 2022 verruilde hij Lille voor Atlético Madrid. Mandava maakte in 2013 zijn debuut in het Mozambikaans voetbalelftal.

## Clubcarrière
Mandava speelde in Mozambique voor Ferroviário da Beira en Desportivo de Maputo. In december 2015 tekende hij voor Benfica, waar hij in het tweede elftal terechtkwam in de Segunda Liga. In januari 2017 werd hij voor een half seizoen verhuurd aan Fafe. Sporting Covilhã nam hem vervolgens in de zomer van dat jaar op huurbasis over, voor het gehele seizoen 2017/18. Na die jaargang vertrok hij definitief bij Benfica, toen hij voor Belenenses tekende.
Hier zou de linksback een halfjaar spelen, voor hij op huurbasis vertrok naar Lille, dat tevens een optie tot koop verkreeg voor drie miljoen euro. Deze werd gelicht in de zomer van 2019, waardoor hij definitief kwam vast te liggen in Noord-Frankrijk. Mandava werd in het seizoen 2020/21 Frans landskampioen met Lille. In januari 2022 verkaste de Mozambikaan voor een bedrag van circa drie miljoen euro naar Atlético Madrid, waar hij zijn handtekening zette onder een verbintenis voor de duur van drieënhalf jaar.
Gedurende zijn periode in Madrid was Mandava voornamelijk roulatiespeler op de positie van linksback en zijn contract eindigde in de zomer van 2025. Hierop tekende hij voor twee seizoenen bij het naar de Premier League gepromoveerde Sunderland.

## Clubstatistieken
| Seizoen | Club               | Competitie       | Competitie | Competitie | Beker | Beker | Internationaal | Internationaal | Totaal | Totaal |
| Seizoen | Club               | Competitie       | Wed.       | Dlp.       | Wed.  | Dlp.  | Wed.           | Dlp.           | Wed.   | Dlp.   |
| ------- | ------------------ | ---------------- | ---------- | ---------- | ----- | ----- | -------------- | -------------- | ------ | ------ |
| 2015/16 | Benfica II         | Segunda Liga     | 0          | 0          | —     | —     | —              | —              | 0      | 0      |
| 2016/17 | Benfica II         | Segunda Liga     | 1          | 0          | —     | —     | —              | —              | 1      | 0      |
| 2016/17 | → Fafe             | Segunda Liga     | 16         | 1          | 0     | 0     | —              | —              | 16     | 1      |
| 2017/18 | → Sporting Covilhã | Segunda Liga     | 30         | 4          | 1     | 0     | —              | —              | 31     | 4      |
| 2018/19 | Belenenses         | Primeira Liga    | 16         | 0          | 3     | 1     | —              | —              | 19     | 1      |
| 2018/19 | → Lille            | Ligue 1          | 3          | 0          | 0     | 0     | 0              | 0              | 3      | 0      |
| 2019/20 | Lille              | Ligue 1          | 16         | 0          | 4     | 0     | 2              | 0              | 22     | 0      |
| 2020/21 | Lille              | Ligue 1          | 29         | 0          | 0     | 0     | 6              | 0              | 35     | 0      |
| 2021/22 | Lille              | Ligue 1          | 18         | 1          | 3     | 0     | 6              | 0              | 27     | 1      |
| 2021/22 | Atlético Madrid    | Primera División | 17         | 0          | 0     | 0     | 4              | 0              | 21     | 0      |
| 2022/23 | Atlético Madrid    | Primera División | 22         | 0          | 5     | 0     | 6              | 0              | 33     | 0      |
| 2023/24 | Atlético Madrid    | Primera División | 16         | 2          | 2     | 0     | 1              | 0              | 19     | 2      |
| 2024/25 | Atlético Madrid    | Primera División | 19         | 0          | 4     | 0     | 7              | 0              | 30     | 0      |
| 2025/26 | Sunderland         | Premier League   | 0          | 0          | 0     | 0     | —              | —              | 0      | 0      |
| Totaal  | Totaal             | Totaal           | 204        | 8          | 22    | 1     | 31             | 0              | 257    | 9      |

Bijgewerkt op 8 juli 2025.

## Interlandcarrière
Mandava maakte op 22 december 2013 zijn debuut in het Mozambikaans voetbalelftal tijdens een vriendschappelijke wedstrijd tegen Swaziland. Dat land kwam op voorsprong door Tony Tsabedze, waarna het door een doelpunt van Nelito nog 1–1 werd. Mandava mocht van bondscoach João Chissano in de basisopstelling beginnen en hij speelde het gehele duel mee. De andere Mozambikaanse debutanten dit duel waren Isac Carvalho (Maxaquene Maputo) en Barrigana (Ferroviário). Tijdens zijn vierde interlandoptreden kwam Mandava voor het eerst tot scoren voor de nationale ploeg. Tijdens een kwalificatiewedstrijd voor de AFCON 2016 tegen de Seychellen vergrootte hij de voorsprong na twee treffers van Luís Miquissone. Luís Parkim scoorde daarna ook voor Mozambique, waarna Gervais Waye-Hive voor een tegentreffer zorgde. Het slotakkoord was voor Diogo, die de uitslag bepaalde op 5–1.
| Interlands van Reinildo Mandava voor Mozambique | Interlands van Reinildo Mandava voor Mozambique | Interlands van Reinildo Mandava voor Mozambique | Interlands van Reinildo Mandava voor Mozambique | Interlands van Reinildo Mandava voor Mozambique | Interlands van Reinildo Mandava voor Mozambique |
| №                                               | Datum                                           | Wedstrijd                                       | Uitslag                                         | Competitie                                      | Goals                                           |
| Als speler bij Desportivo de Maputo             | Als speler bij Desportivo de Maputo             | Als speler bij Desportivo de Maputo             | Als speler bij Desportivo de Maputo             | Als speler bij Desportivo de Maputo             | Als speler bij Desportivo de Maputo             |
| ----------------------------------------------- | ----------------------------------------------- | ----------------------------------------------- | ----------------------------------------------- | ----------------------------------------------- | ----------------------------------------------- |
| 1                                               | 22 december 2013                                | Mozambique – Swaziland                          | 1 – 1                                           | Vriendschappelijk                               |                                                 |
| 2                                               | 23 mei 2014                                     | Marokko – Mozambique                            | 4 – 0                                           | Vriendschappelijk                               |                                                 |
| 3                                               | 29 maart 2015                                   | Botswana – Mozambique                           | 1 – 2                                           | Vriendschappelijk                               |                                                 |
| 4                                               | 20 juni 2015                                    | Mozambique – Seychellen                         | 5 – 1                                           | AFCON 2016 kwalificatie                         | 45'                                             |
| 5                                               | 4 juli 2015                                     | Seychellen – Mozambique                         | 0 – 4                                           | AFCON 2016 kwalificatie                         | 44'                                             |
| 6                                               | 6 september 2015                                | Mauritius – Mozambique                          | 1 – 0                                           | AK 2017 kwalificatie                            |                                                 |
| 7                                               | 17 oktober 2015                                 | Mozambique – Seychellen                         | 3 – 0                                           | AFCON 2016 kwalificatie                         |                                                 |
| 8                                               | 25 oktober 2015                                 | Mozambique – Seychellen                         | 1 – 1                                           | AFCON 2016 kwalificatie                         |                                                 |
| 9                                               | 11 november 2015                                | Mozambique – Gabon                              | 1 – 0                                           | WK 2018 kwalificatie                            |                                                 |
| Als speler bij Benfica                          |                                                 |                                                 |                                                 |                                                 |                                                 |
| 10                                              | 24 maart 2016                                   | Ghana – Mozambique                              | 3 – 1                                           | AK 2017 kwalificatie                            |                                                 |
| Als speler bij Fafe                             |                                                 |                                                 |                                                 |                                                 |                                                 |
| 11                                              | 25 maart 2017                                   | Mozambique – Angola                             | 2 – 0                                           | Vriendschappelijk                               |                                                 |
| 12                                              | 28 maart 2017                                   | Mozambique – Lesotho                            | 1 – 0                                           | Vriendschappelijk                               |                                                 |
| 13                                              | 10 juni 2017                                    | Zambia – Mozambique                             | 0 – 1                                           | AK 2019 kwalificatie                            |                                                 |
| Als speler bij Sporting Covilhã                 |                                                 |                                                 |                                                 |                                                 |                                                 |
| 14                                              | 8 september 2017                                | Mozambique – Guinee-Bissau                      | 2 – 2                                           | AK 2019 kwalificatie                            |                                                 |
| 15                                              | 13 oktober 2017                                 | Mozambique – Namibië                            | 1 – 2                                           | AK 2019 kwalificatie                            |                                                 |
| 16                                              | 16 oktober 2017                                 | Namibië – Mozambique                            | 1 – 0                                           | AK 2019 kwalificatie                            |                                                 |
| 17                                              | 18 november 2017                                | Mozambique – Zambia                             | 1 – 0                                           | AK 2019 kwalificatie                            |                                                 |
| Als speler bij Lille                            |                                                 |                                                 |                                                 |                                                 |                                                 |
| 18                                              | 23 maart 2019                                   | Guinee-Bissau – Mozambique                      | 2 – 2                                           | AK 2019 kwalificatie                            |                                                 |
| 19                                              | 4 september 2019                                | Mauritius – Mozambique                          | 0 – 1                                           | WK 2022 kwalificatie                            |                                                 |
| 20                                              | 10 september 2019                               | Mozambique – Mauritius                          | 2 – 0                                           | WK 2022 kwalificatie                            |                                                 |
| 21                                              | 14 november 2019                                | Mozambique – Rwanda                             | 2 – 0                                           | AK 2021 kwalificatie                            |                                                 |
| 22                                              | 18 november 2019                                | Kaapverdië – Mozambique                         | 2 – 2                                           | AK 2021 kwalificatie                            |                                                 |
| 23                                              | 8 oktober 2020                                  | Guinee-Bissau – Mozambique                      | 1 – 0                                           | Vriendschappelijk                               |                                                 |
| 24                                              | 13 oktober 2020                                 | Mozambique – Angola                             | 0 – 3                                           | Vriendschappelijk                               |                                                 |
| 25                                              | 12 november 2020                                | Kameroen – Mozambique                           | 4 – 1                                           | AK 2021 kwalificatie                            |                                                 |
| 26                                              | 3 september 2021                                | Mozambique – Ivoorkust                          | 0 – 0                                           | WK 2022 kwalificatie                            |                                                 |
| 27                                              | 7 september 2021                                | Malawi – Mozambique                             | 1 – 0                                           | WK 2022 kwalificatie                            |                                                 |
| 28                                              | 8 oktober 2021                                  | Kameroen – Mozambique                           | 3 – 1                                           | WK 2022 kwalificatie                            |                                                 |
| 29                                              | 11 oktober 2021                                 | Mozambique – Kameroen                           | 0 – 1                                           | WK 2022 kwalificatie                            |                                                 |
| 30                                              | 13 november 2021                                | Ivoorkust – Mozambique                          | 3 – 0                                           | WK 2022 kwalificatie                            |                                                 |
| 31                                              | 16 november 2021                                | Mozambique – Malawi                             | 1 – 0                                           | WK 2022 kwalificatie                            |                                                 |
| Als speler bij Atlético Madrid                  |                                                 |                                                 |                                                 |                                                 |                                                 |
| 32                                              | 23 maart 2022                                   | Mozambique – Niger                              | 1 – 1                                           | Vriendschappelijk                               |                                                 |
| 33                                              | 26 maart 2022                                   | Montenegro – Mozambique                         | 2 – 1                                           | Vriendschappelijk                               |                                                 |
| 34                                              | 2 juni 2022                                     | Mozambique – Rwanda                             | 1 – 1                                           | AK 2023 kwalificatie                            |                                                 |
| 35                                              | 8 juni 2022                                     | Benin – Mozambique                              | 0 – 1                                           | AK 2023 kwalificatie                            |                                                 |
| 36                                              | 6 januari 2024                                  | Mozambique – Lesotho                            | 2 – 0                                           | Vriendschappelijk                               | 27'                                             |
| 37                                              | 14 januari 2024                                 | Egypte – Mozambique                             | 2 – 2                                           | AK 2023                                         |                                                 |
| 38                                              | 19 januari 2024                                 | Kaapverdië – Mozambique                         | 3 – 0                                           | AK 2023                                         |                                                 |
| 39                                              | 22 januari 2024                                 | Mozambique – Ghana                              | 2 – 2                                           | AK 2023                                         | 90+4'                                           |
| 40                                              | 7 juni 2024                                     | Mozambique – Somalië                            | 2 – 1                                           | WK 2026 kwalificatie                            |                                                 |
| 41                                              | 10 juni 2024                                    | Guinee – Mozambique                             | 0 – 1                                           | WK 2026 kwalificatie                            |                                                 |
| 42                                              | 6 september 2024                                | Mali – Mozambique                               | 1 – 1                                           | AK 2025 kwalificatie                            |                                                 |
| 43                                              | 10 september 2024                               | Mozambique – Guinee-Bissau                      | 2 – 1                                           | AK 2025 kwalificatie                            |                                                 |
| 44                                              | 11 oktober 2024                                 | Mozambique – Swaziland                          | 1 – 1                                           | AK 2025 kwalificatie                            |                                                 |
| 45                                              | 14 oktober 2024                                 | Swaziland – Mozambique                          | 0 – 3                                           | AK 2025 kwalificatie                            |                                                 |
| 46                                              | 15 november 2024                                | Mozambique – Mali                               | 0 – 1                                           | AK 2025 kwalificatie                            |                                                 |
| 47                                              | 19 november 2024                                | Guinee-Bissau – Mozambique                      | 1 – 2                                           | AK 2025 kwalificatie                            |                                                 |
| 48                                              | 20 maart 2025                                   | Mozambique – Oeganda                            | 3 – 1                                           | WK 2026 kwalificatie                            |                                                 |
| 49                                              | 25 maart 2025                                   | Algerije – Mozambique                           | 5 – 1                                           | WK 2026 kwalificatie                            |                                                 |

Bijgewerkt op 8 juli 2025.

## Erelijst
| Ligue 1               | 1 | 2020/21 |
| Trophée des Champions | 1 | 2021    |